# M-V

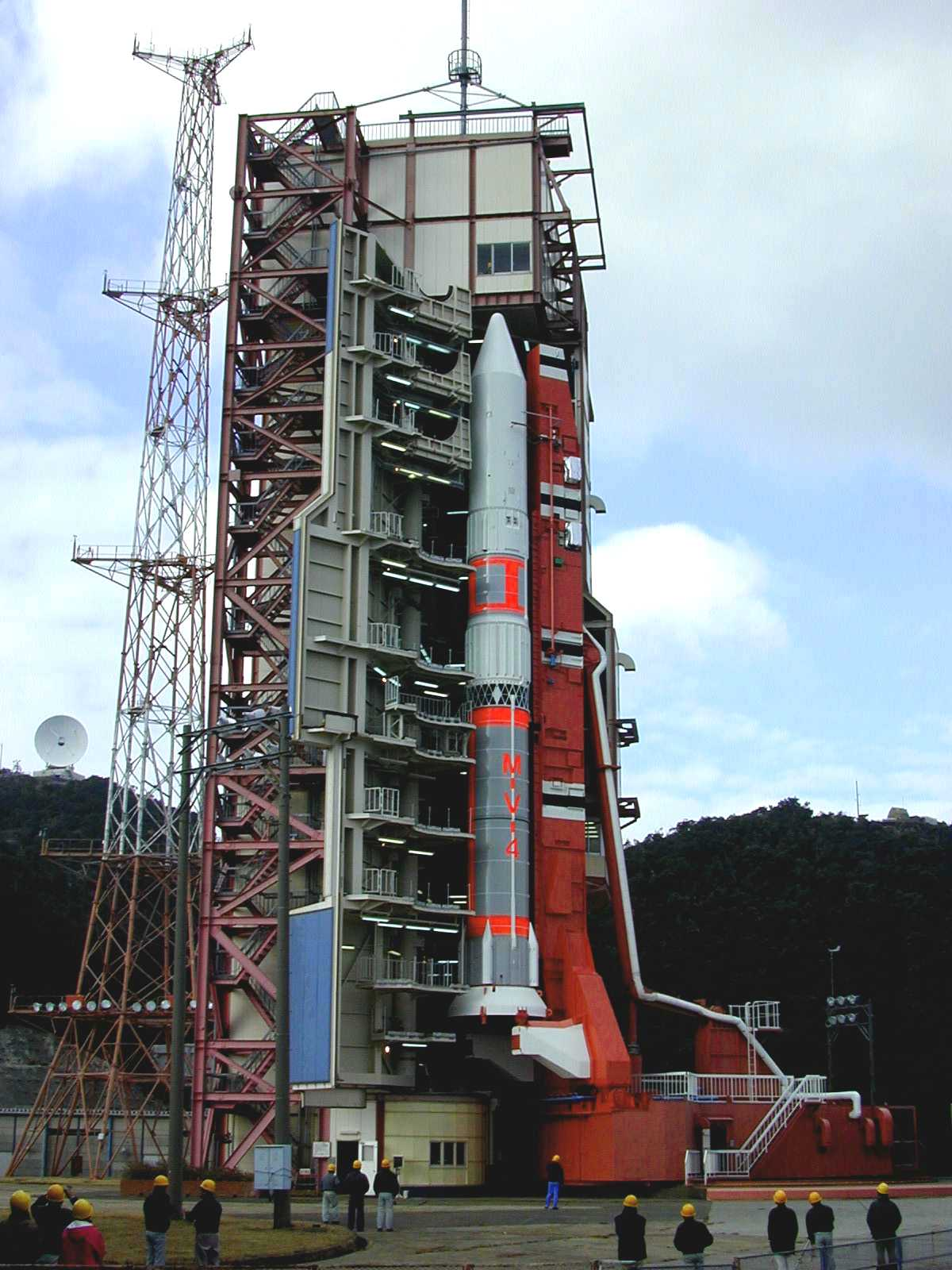
Le lanceur M-V peu avant le lancement de la sonde ASTRO-E

Le lanceur M-V est la 5e génération de la famille de lanceurs japonais Mu. Il a été utilisé de 1997 à 2006. C'est un lanceur entièrement nouveau et beaucoup plus puissant que les générations précédentes. Sept lancements de satellites scientifiques ont été effectués dont six couronnés de succès depuis le centre spatial de Uchinoura. Il a été retiré du service car trop couteux.

## Contexte
Depuis le début  des années 1970 l'ISAS - l'agence spatiale japonaise consacrée aux missions scientifiques - place en orbite ses satellites avec ses lanceurs Mu à propulsion solide. Ceux-ci sont progressivement montés en capacité, tout en conservant leur architecture d'origine. La dernière version Mu-3SII permet de placer une charge utile de 770 kg en orbite basse contre 180 kg pour la version d'origine Mu-4S. Pour répondre à ses besoins, l'ISAS décide de développer un tout nouveau lanceur capable de placer en orbite une charge utile deux fois plus importante. Le développement de la fusée M-V  (V pour indiquer qu'il s'agit de la 5e génération des lanceurs Mu) est accepté en 1989. Le lanceur est développé par la société Nissan comme ses prédécesseurs. Il permet de placer sur une orbite basse 1 800 kg et a une masse de 135 tonnes ce qui en fait la plus grosse fusée à propergol solide jamais développée dans le monde. Un accord passé à l'origine avec l'autre agence spatiale japonaise, la NASDA, visant à éviter que les deux agences ne développent des lanceurs concurrents stipulait que le diamètre des lanceurs de l'ISAS ne devait pas dépasser 1,4 mètre. Cette restriction est levée et le diamètre de la M-V est porté à 2,5 mètres.

## Développement du lanceur
Le développement du nouveau lanceur est difficile et prend plusieurs années de retard. Celui-ci est principalement due aux difficultés rencontrées dans la réalisation des tuyères rétractables utilisées sur les deux derniers étages du lanceur.  

## Caractéristiques techniques
Selon la mission, le lanceur était dans une configuration à trois étages ou quatre étages. Cette dernière version (KM), la plus puissante, pouvait placer en orbite un satellite de 1 800 kg sur une orbite basse de 400 km avec une inclinaison de 30°. Elle fut utilisée à trois reprises, en particulier pour le lancement des sondes spatiales Nozomi et Hayabusa. La version KM avec sa masse de 139 tonnes constituait à l'époque le plus gros lanceur à propulsion solide. La fabrication du M-V a été arrêtée à cause de son coût de fabrication particulièrement élevé (60 millions de dollars).

## Historique des vols
| Date (TU)                | Vol   | Charge utile                                     | Note                                        |
| ------------------------ | ----- | ------------------------------------------------ | ------------------------------------------- |
| 12 février 1997 04:50:00 | M-V-1 | Muses B (HALCA)                                  |                                             |
| 3 juillet 1998 18:12:00  | M-V-3 | Planet B (Nozomi)                                |                                             |
| 10 février 2000 01:30:00 | M-V-4 | ASTRO-E                                          | Échec                                       |
| 9 mai 2003 04:29:25      | M-V-5 | Muses C (Hayabusa)                               |                                             |
| 10 juillet 2005 03:30:00 | M-V-6 | ASTRO-E2 (Suzaku)                                |                                             |
| 21 février 2006 21:28:00 | M-V-8 | ASTRO-F (Akari) CUTE-1.7-APD SSP (Voile solaire) | SSP n'a pas réussir à s'ouvrir complètement |
| 22 septembre 2006 21:36  | M-V-7 | Solar-B (Hinode) HIT-SAT SSSAT(Voile solaire)    | SSSat ne peut être déployé                  |

## Epsilon: le successeur
Le lanceur Epsilon doit remplacer le M-V avec une capacité d'emport en orbite basse réduite à 1,2 tonne. Pour réduire les coûts, le nouveau lanceur doit réutiliser comme premier étage le propulseur d'appoint de la fusée H-IIA. Il est prévu que le temps de préparation du lanceur soit plus court. Son premier vol doit intervenir en 2013,. Du fait de l'utilisation de combustibles solides, de sa rapidité de mise en œuvre, et de sa compacité, il a été suggéré que cette fusée, d'ailleurs similaire en dimensions au Peacekeeper américain, pourrait aisément être convertie en Missile balistique intercontinental.